# Eugeniusz Postolski
Eugeniusz Postolski (ur. 5 listopada 1952 w Sulechowie, zm. 24 listopada 2012) – polski górnik, działacz sportowy, w latach 2007–2008 podsekretarz stanu w Ministerstwie Gospodarki.

## Życiorys
W 1977 ukończył studia w Akademii Górniczo-Hutniczej w Krakowie. Następnie pracował w KWK Makoszowy w której zaczynał jako nadgórnik, a skończył pracę jako dyrektor kopalni. W okresie 1996–2001 był prezesem Katowickiego Holdingu Węglowego. Od 27 listopada 2007 do 25 kwietnia 2008 był wiceministrem gospodarki w rządzie Donalda Tuska. W resorcie odpowiadał za górnictwo i energetykę.
W latach 2006–2007 pełnił funkcję prezesa klubu sportowego Górnik Zabrze.
Zmarł na zawał serca.